# Ricardo González (Fußballspieler, 1965)
Ricardo Nicolás González Reinoso (* 31. August 1965 in San Felipe) ist ein ehemaliger chilenischer Fußballspieler. Der Abwehrspieler bestritt ein Länderspiel für die Nationalmannschaft.

## Karriere

### Verein
Ricardo González, auch Manteca genannt, begann seine Karriere in der Jugend beim Amateurklub Deportivo La Troya. Seine guten Leistungen führten ihn zu Unión San Felipe, wo er  1984 in der Primera División debütierte. Später wechselte González von der Position des Mittelfeldspielers auf die des Linksverteidigers und wurde dann als Innenverteidiger aufgestellt, wo er sich durch seine harte Spielweise und einen Rekord von 16 roten Karten einen Namen machte.
Seine Zeit bei Unión Española ab 1990 war besonders erfolgreich, da er als Kapitän zum zweimaligen Gewinn der Copa Chile und zur Qualifikation für die Copa Libertadores 1994 beitrug. In der Copa Libertadores schaffte der Klub spanischer Einwanderer den Einzug ins Viertelfinale, verlor dort gegen den späteren Finalisten FC São Paulo.
1994 wechselte der Defensivakteur zum CSD Colo-Colo, konnte sich dort jedoch nicht durchsetzen und verließ den Klub 1995 aufgrund von Konflikten. Nach einem wechselhaften Aufenthalt bei Deportes Temuco schloss er sich 1997 den Santiago Wanderers an, wo er die Kapitänsbinde trug und gute individuelle Leistungen zeigte, jedoch Konflikte mit der Vereinsführung hatte. Nach einem kurzen Aufenthalt beim CD Palestino kehrte González 2001 zu Unión San Felipe zurück, übernahm erneut die Kapitänsrolle und beendete seine Karriere im November 2006 nach 22 Jahren im Profifußball im Alter von 41 Jahren.

### Nationalmannschaft
Sein einziges Spiel für die A-Nationalmannschaft bestritt Ricardo González im September 1993 beim Freundschaftsspiel gegen Spanien. Bei der Copa América 1993 stand der Verteidiger im Kader der La Roja, absolvierte jedoch kein Turnierspiel.
Zuvor hatte er bereits für die U20-Nationalmannschaft bei der Südamerikameisterschaft 1985 in Paraguay gespielt.

### Trainer
Mit Ende seiner aktiven Karriere machte Manteca den Trainerschein. Im Januar 2016 wurde er Cheftrainer von Trasandino und war auf dieser Position bis September 2018 tätig. 2024 war er Interimstrainer bei Unión San Felipe.

## Erfolge
Unión Española
- Chilenischer Pokalsieger: 1992, 1993

Colo-Colo
- Chilenischer Pokalsieger: 1994